# Маріс Смірновс
Маріс Смірновс (латис. Māris Smirnovs, нар. 2 червня 1976, Даугавпілс) — латвійський футболіст, що грав на позиції захисника.
Виступав, зокрема, за клуби «Дінабург» та «Гурник» (Забже), а також національну збірну Латвії.
Чемпіон Румунії.

## Клубна кар'єра
У дорослому футболі дебютував 1995 року виступами за команду «Дінабург», в якій провів два сезони, взявши участь у 41 матчі чемпіонату. Більшість часу, проведеного у складі «Дінабурга», був основним гравцем захисту команди.
Своєю грою за цю команду привернув увагу представників тренерського штабу клубу «Локомотив» (Даугавпілс), до складу якого приєднався 1997 року.
Протягом 1999 року захищав кольори клубу «Валміера».
У 2000 році уклав контракт з клубом «Вентспілс», у складі якого провів наступні чотири роки своєї кар'єри гравця.  Граючи у складі «Вентспілса» також здебільшого виходив на поле в основному складі команди.
Згодом з 2005 по 2007 рік грав у складі команд «Аміка», «Діттон», «Динамо» (Бухарест) та «Юрмала-VV».
З 2007 року два сезони захищав кольори клубу «Гурник» (Забже). 
Протягом 2009—2010 років захищав кольори клубів «Вентспілс» та «Туран».
Завершив ігрову кар'єру у команді «Транзит», за яку виступав протягом 2010—2011 років.

## Виступи за збірну
У 2003 році дебютував в офіційних матчах у складі національної збірної Латвії.
У складі збірної був учасником чемпіонату Європи 2004 року у Португалії.
Загалом протягом кар'єри в національній команді, яка тривала 4 роки, провів у її формі 21 матч.
| Дата       | Місто                      | Господарі         | Результат               | Гості       | Турнір                         | Голи | Примітки |
| ---------- | -------------------------- | ----------------- | ----------------------- | ----------- | ------------------------------ | ---- | -------- |
| 5-7-2003   | Таллінн                    | Естонія           | 0 – 0                   | Латвія      | Кубок Балтії                   | -    |          |
| 20-12-2003 | Пафос (місто)              | Кувейт            | 2 – 0                   | Латвія      | товариський матч               | -    | ЖК       |
| 21-2-2004  | Ларнака                    | Латвія            | 1 – 4                   | Білорусь    | Torneo internazionale di Cipro | -    | 76'      |
| 9-10-2004  | Братислава                 | Словаччина        | 4 – 1                   | Латвія      | Відбір до ЧС 2006              | -    |          |
| 1-12-2004  | Ріффа                      | Оман              | 3 – 2                   | Латвія      | Кубок Прем'єр-Міністра         | -    |          |
| 3-12-2004  | Ріффа                      | Багамські Острови | 2 – 2 д.ч. (4 - 2 п.п.) | Латвія      | Кубок Прем'єр-Міністра         | -    |          |
| 9-2-2005   | Лімасол                    | Австрія           | 1 – 1                   | Латвія      | Міжнародний турнір на Кіпрі    | -    |          |
| 30-3-2005  | Рига                       | Латвія            | 4 – 0                   | Люксембург  | Відбір до ЧС 2006              | -    |          |
| 4-6-2005   | Санкт-Петербург            | Росія             | 2 – 0                   | Латвія      | Відбір до ЧС 2006              | -    | 70'      |
| 8-6-2005   | Рига                       | Латвія            | 1 – 0                   | Ліхтенштейн | Відбір до ЧС 2006              | -    |          |
| 17-8-2005  | Рига                       | Латвія            | 1 – 1                   | Росія       | Відбір до ЧС 2006              | -    |          |
| 3-9-2005   | Таллінн                    | Естонія           | 2 – 1                   | Латвія      | Відбір до ЧС 2006              | -    |          |
| 24-12-2005 | Пхангнга                   | Таїланд           | 1 – 1                   | Латвія      | King's Cup                     | -    |          |
| 26-12-2005 | Пхукет (провінція)         | Північна Корея    | 1 – 1                   | Латвія      | King's Cup                     | -    |          |
| 28-12-2005 | Пхукет (провінція)         | Оман              | 1 – 2                   | Латвія      | King's Cup                     | -    |          |
| 30-12-2005 | Пхукет (провінція)         | Північна Корея    | 1 – 2                   | Латвія      | King's Cup                     | -    |          |
| 28-5-2006  | Іст-Гартфорд (Коннектикут) | США               | 1 – 0                   | Латвія      | товариський матч               | -    |          |
| 16-8-2006  | Москва                     | Росія             | 1 – 0                   | Латвія      | товариський матч               | -    |          |
| 2-9-2006   | Рига                       | Латвія            | 0 – 1                   | Швеція      | Відбір до ЧЄ 2008              | -    |          |
| 7-10-2006  | Рига                       | Латвія            | 4 – 0                   | Ісландія    | Відбір до ЧЄ 2008              | -    |          |
| 11-10-2006 | Белфаст                    | Північна Ірландія | 1 – 0                   | Латвія      | Відбір до ЧЄ 2008              | -    | 46'      |
| Усього     |                            | Матчів            | 21                      |             | Голів                          | 0    |          |

## Титули і досягнення
- Чемпіон Румунії (1):

«Динамо» (Бухарест): 2007